# 伊東市ダイバーズ協議会
伊東市ダイバーズ協議会（いとうし-きょうぎかい）は伊東市内のダイビングサービス有志の基に1994年に設立された非営利団体である。NPO法人静岡県ダイバーズ協議会に会員加盟している。
伊東市は日本有数のダイビングスポットであり、東京や大阪からのアクセスも良いことから安全意識の向上、環境保全、ならびに地域の親睦による連携の重要性が増したことにより発足した。
現在、潜水事故０に向けた取り組みの一環として協力店のさらなる参加を目指している。

## 主旨
- ダイビングの事故を防止するとともに、ダイビングマナーの向上及び自然保護の啓蒙活動、船舶・漁業関係者・市民ならびに観光旅行者との親睦を図ることにより、安全で秩序ある海洋レクリエーションの普及と地域発展に寄与することを目的としています。
- ダイビング事業所の統括組織として、県警・海上保安庁・漁業協同組合をはじめ市の内外に広く認識されている団体である。

## 主な活動
- 漁協・警察・海上保安庁との事故対策訓練
- 各事業所・ガイドダイバーへの安全対策の普及
- 潜水事故防止講習会や救急蘇生講習会の開催
- 一般ダイバー向け各種講演会・写真コンテスト開催
- 市および地域活性の陸上・海中ボランティア活動
- 市内ダイビングポイント情報の発信
- 各潜水ポイントでの自然保護啓蒙活動
- 海洋調査・研究活動等

## 参考
- http://idc-ito.org/membership.html